# 石田雄太
石田 雄太（いしだ ゆうた、1964年 - ）は、日本のスポーツジャーナリスト。

## 来歴・人物
愛知県名古屋市出身。名古屋市立菊里高等学校、青山学院大学文学部卒業後、NHK入局。NHKではサンデースポーツなどのディレクターをつとめる。
1992年にNHKを退職し独立。現在はフリーのスポーツジャーナリストとしてテレビ・ラジオのスポーツ番組の構成・演出や執筆活動を行っている。
単行本にはイチロー、桑田真澄、松坂大輔らへの取材によるルポルタージュ作品が多い。
妻はフリーアナウンサーの宮田佳代子。

## 連載
- 「石田雄太の閃・球・眼」（週刊ベースボール）

## 主な投稿雑誌
- Sports Graphic Number

## 主な著作
プロ野球
- 『イチロー・インタヴューズ』（文春新書） ISBN 9784166607495
- 『桑田真澄物語：パールの誓い』 (作画：片山誠、ヤングジャンプ・コミックス) ISBN 9784088774855
- 『声：松坂大輔メジャー挑戦記』（集英社） ISBN 9784087804874
- 『松坂大輔メジャー物語』（学習研究社） ISBN 9784052029691
- 『屈辱と歓喜と真実と：“報道されなかった”王ジャパン121日間の裏舞台』（ぴあ） ISBN 9784835616513
- 『イチローイズム：僕が考えたこと、感じたこと、信じること』（2003年集英社/2008年集英社文庫） ISBN 9784087463231
- 『こんなプロ野球が見たい』（学陽書房） ISBN 9784313816046
- 『イチロー、聖地へ』（2002年文藝春秋/2005年文春文庫） ISBN 9784167679330
- 『桑田真澄：ピッチャーズバイブル』（1998年集英社/2007年集英社文庫） ISBN 9784087462180
- 『イチロー・インタビューズ 激闘の軌跡 2000-2019』（文藝春秋）ISBN 978-4-16-391067-3
- 石田雄太『大谷翔平 野球翔年 I 日本編2013-2018』文藝春秋、2018年6月。ISBN 978-4163908168。※電子書籍あり、本人へのロングインタビュー含、文庫版は2022年発売、ISBN:978-4167918521

その他スポーツ
- 世界を変えるハイテク五輪の勝者たち―企業戦士たちが獲ったもう一つの金メダル（出版文化社） ISBN 9784883382316
- メダルへの伴走者―スポーツ用具開発に携わる者たちの熱きドラマ（出版文化社） ISBN 9784883381227
- 二子山勝治・相撲ルーツの旅（NHK取材班、日本放送出版協会） ISBN 9784140800799